# 304 Olga
A 304 Olga a Naprendszer kisbolygóövében található aszteroida. Johann Palisa fedezte fel 1891. február 14-én.